# Київський професійно-педагогічний коледж імені Антона Макаренка
Київський професійно-педагогічний коледж імені Антона Макаренка — поліфункціональний багатопрофільний вищий навчальний заклад І-ІІ рівня акредитації у системі безперервної багатоступеневої професійної освіти.
Коледж готує фахівців за денною, заочною, очно-заочною формами навчання та екстернатом на базі повної загальної середньої освіти та базової загальної середньої освіти за напрямами підготовки: «Педагогічна освіта»; «Економіка і підприємництво»; «Право» за освітньо-кваліфікаційними рівнями «бакалавр», «молодший спеціаліст» та «кваліфікований робітник».

## Історія

### Передумови створення
Згідно публікації Михайла Кальницького:
У 1902 році на Кадетському шосе (тогочасний номер 22-а) розмістилася нижча реміснича школа. Заняття у ній розпочалися 10 (23) вересня. Школа складалася з двох відділень – слюсарно-токарного з ковальським та столярно-токарного з модельним. Повний курс тривав чотири роки; вихованців, крім ремесел, навчали також Закону Божому, читанню, письму, арифметиці, рахівництву, кресленню й малюванню. Випускники отримували звання підмайстра, а після трирічної успішної практики ставали майстрами. Навчання коштувало 10 рублів на рік, але левову частку витрат на утримання школи забезпечували відомство народної освіти та муніципальна каса.
Для школи спорудили спеціальне двоповерхове приміщення, розраховане спочатку на 60–80 учнів. Згодом було зроблено прибудови, кількість учнів збільшилася до 120 осіб. З 1912 року тут діяли також дворічні вечірні курси електромонтажників для більш досвідчених робітників. При Київській чотирикласній ремісничій школі влаштували відповідні майстерні, а також домову церкву Св. Олександра Невського. На чолі закладу спершу був Василь Тепляков, з 1908 року школою завідував Олександр Абеліт.

За радянської доби заклад виробничого навчання зберіг свій профіль. У 1920-і роки він мав статус механічної профшколи, при ньому діяла вечірня школа металістів. На початку 1930-ї років у будівлях колишньої ремісної школи було розміщено автошляховий технікум (перед війною мав назву «технікум промислового транспорту»).
Нові соціально-економічні умови під час Німецько-радянської війни та повоєнний період спричинили необхідність нових підходів до підготовки кадрів. Проблема кваліфікованих інженерно-педагогічних кадрів стала гострішою під час війни. Тисячі викладачів та майстрів виробничого навчання з перших днів пішли на фронт. Для забезпечення училищ педагогічними кадрами у 1941 році в системі трудових резервів за досвідом деяких навчальних закладів було засновано інститут помічників майстра виробничого навчання із числа найкращих учнів, які, продовжуючи навчання, надавали допомогу майстрам у навчанні своїх товаришів. У 1943/44 навчальному році кадрами майстрів виробничого навчання училища та школи були забезпечені тільки на 77 %.

### Індустріальний технікум
З метою забезпечення розвитку трудових резервів було видано розпорядження РНК СРСР від 7 липня 1943 р. «Про створення індустріальних технікумів у системі Головного управління трудових резервів для підготовки майстрів виробничого навчання». На виконання цього розпорядження 31 травня 1944 року був створений Київський індустріальний технікум Міністерства трудових резервів СРСР. Перший набір становив 138 юнаків та дівчат — випускників ремісничих училищ багатьох міст України за двома фахами «Обробка металів різанням» та «Металорізальні верстати». Першим директором технікуму (1944 −1946) був Гаврило Лук'янович Головин.
У 1974 р. розпочато будівництво нового корпусу по вулиці Косіора, 24, навчальний процес організовано в двох корпусах по вулиці Лук'янівській, 62 та бульвару Верховної Ради, 3. Тоді ж у навчальний процес інтенсивно впроваджуються технічні засоби навчання. Виробниче навчання здійснювалося на підприємствах «Будшляхмаш», «Харчомаш», «Транссигнал», заводі ім. Петровського та інших. Педагогічна практика проводилася в професійно-технічних училищах м. Києва. Підготовка майстрів виробничого навчання в технікумі здійснювалась за цільовими угодами з обласними управліннями профтехосвіти України.
Впродовж 1976—1984, 1988—1993 Київський індустріально-педагогічний технікум здійснював підготовку фахівців для зарубіжних країн, зокрема: Монголії, Куби, СРВ, Камбоджі, Китаю, Афганістану, Анголи, Ємену, Буркіна Фасо, Марокко, Ефіопії та ін. У 1989—1995 навчальний заклад плідно співпрацював з Хейлудзянським інститутом економіки і транспорту (Китай).

### Індустріально-педагогічний коледж
В 1990 навчальний заклад першим в Україні отримав статус Київського індустріально-педагогічного коледжу, що діє в системі неперервної ступеневої педагогічної освіти за спеціальністю «Професійна освіта» (за профілем підготовки).

## Спеціальності та кваліфікаційні рівні
Напрями підготовки: «Педагогічна освіта»; «Економіка і підприємництво»; «Право»
Спеціальності:
- педагог професійного навчання (за профілем підготовки),
- бухгалтер,
- юрист,
- комерсант (менеджер) офісу,
- комерсант (менеджер) оптової та зовнішньої торгівлі,
- вчитель праці,
- секретар керівника,
- кравець,
- закрійник,
- зварник-рихтувальник кузовів,
- агент з організації туризму,
- соціальний робітник,
- оператор ЕОМ та комп'ютерного набору.

Коледж випускає фахівців за освітньо-кваліфікаційними рівнями «бакалавр», «молодший спеціаліст», «кваліфікований робітник».
Випускники коледжу одержують диплом державного зразка.

## Партнерство
З 1990 коледж співпрацює з Харківським інженерно-педагогічним інститутом (нині Українська інженерно-педагогічна академія) в системі неперервної ступеневої інженерно-педагогічної освіти. За останні роки розширилась співпраця з Київським педагогічним університетом ім. М. П. Драгоманова, Вінницьким педагогічним університетом імені Михайла Коцюбинського, Чернігівським державним педагогічним університетом імені Т.Г . Шевченка, Київським національним університетом технологій та дизайну, Київським національним університетом архітектури і будівництва та ін.

## Відомі студенти
18 травня 2010 року у Шевченківському районному відділенні МВС у місті Києві помер студент коледжу Ігор Індило. Особа, яку визнали винною у смерті, а журналісти та активісти вважають вбивцею студента, — Сергій Приходько — був міліціонером відділку, приставленим до коледжу задля охорони громадського порядку там. Після смерті Індила у суспільстві виникає резонанс та масові протести з вимогою покарати винних у смерті студента. Протести переростають у кампанію «Ні поліцейській державі».

## Виноски
1. ↑  Facebook. www.facebook.com. Процитовано 5 березня 2024.
2. ↑  Наказ Міністерства народної освіти УРСР від 8 серпня 1990 р. № 186